# 2084 Okayama
2084 Okayama è un asteroide della fascia principale del diametro medio di circa 19,37 km. Scoperto nel 1935, presenta un'orbita caratterizzata da un semiasse maggiore pari a 2,3955619 UA e da un'eccentricità di 0,1018866, inclinata di 4,84049° rispetto all'eclittica.
Prende il nome dalla città giapponese di Okayama, dove è situato l'osservatorio omonimo.